# Warner Music Group
Warner Music Group (anteriorment WEA Records) és un grup multinacional d'empreses discogràfiques que pertany a un consorci dirigit per Edgar Bronfman Jr.
L'origen del grup es remunta a octubre de 1972, data en la qual una liberalització de les lleis antimonopoli americanes permet al grup Warner Communications Inc. reagrupar les seves tres companyies discogràfiques sota el nom de WEA Records. L'acrònim WEA està constituït per les inicials de cada companyia del grup: 
- Warner Bros. Records, companyia creada per Jack Warner el 1958.
- Elektra Records readquirida el 1967 per Warner Communications Inc (que es deia llavors Warner-Seven Arts).
- Atlantic Records adquirida el 1970 per Warner Communications Inc.

El 1989, WEA es troba en el si del conglomerat Time Warner, constituït per la fusió dels grups Time i Warner Communications Inc. Al novembre de 2003, Time Warner es retira del Warner Music Group (nou nom de WEA), readquirit per 2,6 millards de dòlars per un consorci dirigit per Edgar Bronfman Jr.

## Societats de Warner Music Group
- Warner Bros. Records
  - Maverick Records
  - Reprise Records
  - Sire Records
- Elektra Entertainment Group
  - Asylum Records
- The Atlantic Group
  - Atlantic Records
  - Lava Records
  - None Such (World music)
- Word Distribution
  - Curb Records (Country)
  - Daywind Records
  - Doxology Records
  - Floodgate Records
  - Metro One
  - Shelter Recods
  - Spring Hill Music
  - Word Music
- Warner Music International (societat que reagrupa les filials del grup fora dels Estats Units)
- Warner Strategic Marketing
  - Rhino Entertainment Company
    - Rhino Home Video

  - Warner Special Products
  - Warner Music Group Soundtracks
  - Warner Television Marketing
- Warner/Chappell Music Inc.
  - Warner Bros. Publications
- WEA Corp.
- Alternative Distribution Alliance